# Maximilian Bergengruen
Maximilian Bergengruen (* 1971) ist ein deutscher Literatur- und Kulturwissenschaftler. Er arbeitet als Professor für Neuere deutsche Literatur an der Universität Würzburg.

## Leben
Der Enkel Werner Bergengruens legte 1990 das Abitur am Gymnasium Hohenbaden Baden-Baden ab. Von 1991 bis 1997 studierte er Neuere Deutsche Literatur, Philosophie, Geschichte und Theaterwissenschaften an den Universitäten Erlangen und Marburg. Anschließend war er Stipendiat im Gießener Graduiertenkolleg Klassizismus und Romantik und wurde dort im Jahre 2000 mit einer Arbeit zur ästhetischen Dynamisierung der Anthropologie bei Jean Paul promoviert. Von 2000 bis 2007 bekleidete Bergengruen die Stelle eines Wissenschaftlichen Assistenten am Deutschen Seminar der Universität Basel. Hier erfolgte 2005 die Habilitation im Fach Neuere deutsche und allgemeine Literaturwissenschaft. 2007 erhielt Bergengruen das Heisenberg-Stipendium der DFG, an das sich 2008 eine Anstellung am Deutschen Seminar der Albert-Ludwigs-Universität Freiburg anschloss.
Nach einem Ruf auf ein Ordinariat an der Universität Genf im Jahre 2009 wechselte er mit dem Sommersemester 2014 auf eine entsprechende Stelle an der Universität Karlsruhe/KIT. Auf April 2022 wechselte er an die Universität Würzburg, wo er den Lehrstuhl für Neuere Deutsche Literatur- und Ideengeschichte besetzt.
Seine Forschungsinteressen gelten der Literaturgeschichte des 16. bis 20. Jahrhunderts, speziell dem Verhältnis von Literatur und Wissen, Literatur und Recht sowie der literatur- und kulturtheoretischen Reflexion dieses Verhältnisses.

## Werke (Auswahl)
- Die Formen des Teufels. Dämonologie und literarische Gattung in der Frühen Neuzeit, Wallstein, Göttingen 2021, ISBN 978-3-8353-4603-1.
- Verfolgungswahn und Vererbung. Metaphysische Medizin bei Goethe, Tieck und E.T.A. Hoffmann, Wallstein, Göttingen 2018.
- Mystik der Nerven. Hugo von Hofmannsthals literarische Epistemologie des Nicht-mehr-Ich. Rombach, Freiburg i. Br. 2010.
- Nachfolge Christi/Nachahmung der Natur. Himmlische und natürliche Magie bei Paracelsus, im Paracelsismus und in der Barockliteratur (Scheffler, Zesen, Grimmelshausen). Meiner, Hamburg 2007.
- Schöne Seelen, groteske Körper. Jean Pauls ästhetische Dynamisierung der Anthropologie. Meiner, Hamburg 2003.
- zus. mit Gideon Haut, Stephanie Langer (Hgg.): Tötungsarten und Ermittlungspraktiken. Zum literarischen und kriminalistischen Wissen von Mord und Detektion, Rombach, Freiburg i. Br. et al. 2015.
- zus. mit Christine Weder (Hgg.): Luxus. Die Ambivalenz des Überflüssigen in der Moderne, Wallstein, Göttingen 2011.
- zus. mit Klaus Müller-Wille, Caroline Pross (Hgg.): Neurasthenie. Die Krankheit der Moderne und die moderne Literatur. Rombach, Freiburg i. Br. 2010.
- zus. mit Roland Borgards (Hgg.): Bann der Gewalt. Studien zur Literatur- und Wissensgeschichte. Wallstein, Göttingen 2009.
- seit 2012 Mitherausgeber des Hofmannsthal-Jahrbuchs